# عمود فقري (فلم)
عمود فقري، فيلم مصري كوميدي أنتج عام 2016، وهو من إخراج إبرام نشأت.

## القصة
شاب في العقد الرابع من عمره يبحث عن وظيفة لكي يتزوج بحبيبته (علا غانم) بعد سنوات خطوبة طويلة، ولكنه يواجه في كل مرة حظ سيء يجعله يدخل في مشكلة ما سرعان ما يخرج منها ثم يقع في أخرى، حيث عمل حارس نبطشي في إحدى الوظائف، وسواق، وعامل بوفيه، ثم سائق لعضو مجلس شعب الذي يكتشف فيما بعد أنه فاسد فيقع في العديد من المفارقات الغريبة والكوميدية.

## الممثلون
- وائل علاء
- علا غانم
- بيومي فؤاد
- إيناس النجار
- أحمد صيام
- عايدة رياض
- حمادة بركات
- شمس
- حسن عبد الفتاح
- فريد النقراشي
- سامي مغاوري
- صبري عبد المنعم